# Carl Fasol
Carl Fasol (Nagylózs, 16 februari 1815 - Mödling 23 januari 1892) was een boekdrukker uit Wenen.
Hij is de uitvinder van de stigmatypie, een manier om afbeeldingen te drukken door punten te drukken op typografische wijze.
Carl Fasol was een van de eerste drukkers die experimenteerde met het drukken met naaldpunten. Hij slaagde erin omvangrijke afbeeldingen te drukken door gebruik te maken van stippen van verschillende groottes, vaak maar vier of vijf stippen op een 'drukletter', waardoor hij in feite handmatig halftone afbeeldingen maakte.
Deze stigmatypie laat hij duidelijk zien in zijn boek Album der Buchdruckerkunst (deel 1: 1868-1881 en deel 2: 1884-88).
Een van de mooiste voorbeelden van zijn stigmatypie liet hij zien in een portret en een bloemenafbeelding, waarvoor hij een medaille won bij de Tentoonstelling van Parijs.

## Publicaties
- Album der Buchdruckerkunst (Zusammenstellung und Typen-Satz von C.F.), [Plates only]. Serie I, Wien,  1868-81.
- Album der Buchdruckerkunst II. Serie. Sammlung von Kunst-Sätzen aus verschiedenen Ländern. 6 Thle, Wien, 1884-88.